# Magisk
Magisk, de son vrai nom Emil Reif est un joueur professionnel danois de Counter Strike: Global Offensive (CS:GO) né le 5 mars 1998. Depuis octobre 2023, il évolue au sein de Team Falcons. C'est avec l'équipe Astralis que Magisk remporte le plus de tournois, dont trois Majors, gagnés à la suite.

## Carrière

### 2015–2016
Magisk a commencé sa carrière dans des équipes danoises avant de rejoindre SK Gaming, il est accompagné de Andreas "MODDII" Fridh, Asger "AcilioN" Larsen, Michael "Friis" Jørgensen, et Casper "cadiaN" Møller. L'équipe n'a pas eu beaucoup de succès et a rapidement été abandonné au profit de l'équipe brésilienne Luminosity Gaming. Magisk a finalement été recruté chez Dignitas en remplaçant Jesper "TENZKI" Plougmann. Il a rejoint Mathias "MSL" Lauridsen, Kristian "k0nfig" Wienecke, René "cajunb" Borg, et Ruben "RUBINO" Villarroel. L'équipe a connu un succès mitigé avec comme meilleure performance : une victoire à l'EPICENTER 2016. Magisk a gagné un EVP à cet évènement et il a été nommé 14ème meilleur joueur professionnel de l'année 2016.

### 2017
Au début de l'année, l'équipe Dignitas est signée par F.C. Copenhagen dans une nouvelle équipe appelée North. Après avoir signé aizy à la place de RUBINO, l'équipe a eu du mal à trouver le succès souhaité. En juillet, North a choisi de remplacer Magisk par Valdemar "valde" Bjørn Vangså étant donné que sa forme s'est dégradée depuis l'arrivée d'aizy et le changement de rôle qui s'est ensuivi,. Magisk rejoint une nouvelle équipe européenne : OpTic. Cette équipe a été formée avec d'autres joueurs qui se trouvaient, eux aussi, sur le banc d'équipes européennes.

### 2018–2019
Optic a trouvé un léger succès, et début janvier Magisk a été recruté par la meilleure équipe du Danemark à ce moment : Astralis. Malgré quelques interrogations à la suite de ce recrutement, Magisk s'est imposé comme le joueur dont Astralis avait besoin pour réussir,,. Astralis va alors gagner 12 tournois en 2018 et début 2019. Parmi ces tournois, il y a deux tournois majeurs et un Intel Grand Slam. En suivant, beaucoup de personnes décrivent Astralis comme la plus grande équipe CS:GO de tous les temps,,. Pour Magisk, qui était le 3ème meilleur joueur d'Astralis, 2018 a été une nouvelle très bonne année pour lui : il a été nommé 7ème meilleur joueur professionnel d'après HLTV. Magisk a remporté le 14ème titre MVP d'un tournoi majeur lors de l'IEM Katowice 2019 Major.

### 2021
Magisk a quitté Astralis en décembre 2021, en même temps que Peter "dupreeh" Rasmussen et que le coach Danny "zonic" Sørensen.

### 2022
Le 5 janvier, Team Vitality a annoncé la signature de Magisk, ainsi que Peter "⁠dupreeh⁠" Rasmussen et Danny "⁠zonic⁠" Sørensen,.

### 2023
Le 21 mai 2023, Magisk remporte avec Vitality son 5e majors.
En octobre, à la surprise générale, il signe chez Team Falcons alors 55e équipe mondiale. 

## Palmarès

### Tournois remportés
Grâce à ses victoires lors de quatre tournois notables organisés par ESL, DreamHack et les IEM, Magisk décroche avec Astralis le premier prix de l'Intel Grand Slam en 2018.
| Tournoi                              | Équipe        | Année | Réf.   |
| ------------------------------------ | ------------- | ----- | ------ |
| EPICENTER: Moscow                    | Dignitas      | 2016  | [ 23 ] |
| DreamHack Masters Marseille 2018     | Astralis      | 2018  | [ 24 ] |
| ESL Pro League Season 7 Finals       | Astralis      | 2018  | [ 25 ] |
| ECS Season 5 Finals                  | Astralis      | 2018  | [ 26 ] |
| ELEAGUE CS:GO Premier 2018           | Astralis      | 2018  | [ 27 ] |
| FACEIT Major London 2018             | Astralis      | 2018  | [ 28 ] |
| BLAST Pro Series Istanbul 2018       | Astralis      | 2018  | [ 29 ] |
| IEM Chicago 2018                     | Astralis      | 2018  | [ 30 ] |
| ECS Season 6 Finals                  | Astralis      | 2018  | [ 31 ] |
| ESL Pro League Season 8 Finals       | Astralis      | 2018  | [ 32 ] |
| BLAST Pro Series Lisbon 2018         | Astralis      | 2018  | [ 33 ] |
| IEM Katowice 2019                    | Astralis      | 2019  | [ 34 ] |
| BLAST Pro Series São Paulo 2019      | Astralis      | 2019  | [ 35 ] |
| StarLadder Major Berlin 2019         | Astralis      | 2019  | [ 36 ] |
| IEM Beijing 2019                     | Astralis      | 2019  | [ 37 ] |
| ECS Season 8 Finals                  | Astralis      | 2019  | [ 38 ] |
| BLAST Pro Series Global Final 2019   | Astralis      | 2019  | [ 39 ] |
| ESL One: Road to Rio - Europe        | Astralis      | 2020  | [ 40 ] |
| ESL Pro League Season 12 Europe      | Astralis      | 2020  | [ 41 ] |
| DreamHack Masters Winter 2020 Europe | Astralis      | 2020  | [ 42 ] |
| IEM Global Challenge 2020            | Astralis      | 2020  | [ 43 ] |
| ESL Pro League Season 16             | Team Vitality | 2022  | [ 44 ] |
| IEM Rio 2023                         | Team Vitality | 2023  | [ 45 ] |
| BLAST.tv Paris Major 2023            | Team Vitality | 2023  | [ 46 ] |

### Résultats aux tournois majeurs
Entre 2018 et 2019 et avec Astralis, Magisk triomphe au sommet de la scène Counter Strike en remportant trois Majors d'affilée.
Néanmoins, la crise du coronavirus transforme la scène et le statut de favori des danois n'est plus assuré. En 2021, après deux années sans tournoi majeur, les cartes ont été rebattues et Astralis chute, finissant 12-14e au Major de Stockholm.
En 2022, c'est dans un contexte neuf et sous de nouvelles couleurs que Magisk aborde le Major se déroulant à Anvers. En effet, cinq mois plus tôt, la Team Vitality annonçait le recrutement du trio danois Magisk, dupreeh et zonic pour se greffer aux français apEX, ZywOo et misutaaa. Ce changement a contraint la nouvelle équipe internationale à se reconstruire de zéro et c'est avec de faibles résultats sur le début de saison que Magisk et ses nouveaux coéquipiers abordent le Major d'Anvers. Ils termineront ainsi 9-11e au classement.
| Tournoi                      | Équipe        | Classement | Année | Réf.   |
| ---------------------------- | ------------- | ---------- | ----- | ------ |
| ELEAGUE Major 2017           | North         | 5-8e       | 2017  | [ 49 ] |
| PGL Major Krakow 2017        | North         | 5-8e       | 2017  | [ 50 ] |
| FACEIT Major London 2018     | Astralis      | 1er        | 2018  | [ 28 ] |
| IEM Katowice 2019            | Astralis      | 1er        | 2019  | [ 34 ] |
| StarLadder Major Berlin 2019 | Astralis      | 1er        | 2019  | [ 36 ] |
| PGL Major Stockholm 2021     | Astralis      | 12-14e     | 2021  | [ 51 ] |
| PGL Major Antwerp 2022       | Team Vitality | 9-11e      | 2022  | [ 52 ] |
| IEM Rio Major 2022           | Team Vitality | 12-14e     | 2022  | [ 53 ] |
| BLAST.tv Paris Major 2023    | Team Vitality | 1er        | 2023  | [ 46 ] |

### Meilleur joueur de l'année
| Classement | Équipe       | Année | Réf.   |
| ---------- | ------------ | ----- | ------ |
| #14        | SK, Dignitas | 2016  | [ 54 ] |
| #7         | Astralis     | 2018  | [ 55 ] |
| #5         | Astralis     | 2019  | [ 56 ] |
| #11        | Astralis     | 2020  | [ 57 ] |

### Meilleur joueur de tournoi (MVPs)
| Tournoi                      | Équipe   | Année | Réf.   |
| ---------------------------- | -------- | ----- | ------ |
| BLAST Pro Series Lisbon 2018 | Astralis | 2018  | [ 33 ] |
| IEM Katowice 2019            | Astralis | 2019  | [ 34 ] |

## Sources
- Historique des équipes sur HLTV.org (consulté le 24 juillet 2022)